# Тарасівка (Бердичівський район)
Тара́сівка — село в Україні, в Андрушівській міській громаді Бердичівського району Житомирської області. Населення становить 93 осіб.
Довгий час село називалось Слобідкою.

## Історія
Село Тарасівка розташоване за 9 км від районного центру та за 13 км від залізничної станції Яроповичі.
В селі дуже гарний краєвид річка ліс поле. 
До 1923 року село Тарасівка входило до складу Ходорківської волості Сквирського повіту. В середині XIX ст. село належало до володінь пана Антона Алоїзовича Прушинського.
В другій половині XIX ст. частину землі придбав Олександр Терещенко. В 1864 р. в селі проживало 120 жителів. А в 2001-му – 92 жителі, з них 46 чоловіків і 46 жінок.
Радянська влада в селі встановлена в січні 1918 року. В с. Тарасівка був організований колгосп ім. Кірова в 1930 році. В склад колгоспу входило 48 господарств, а членів колгоспу було 96 чоловік.
Землі він мав 364 га, в тому числі ріллі – 320 га, сіножатей 34 га й інших угідь- 10 га. Першим головою когоспу ім Кірова в післявоєнний період (в 1944 р.) був обрани Олександр Олександрович Пашинський.
З часом, в 1950 році, колгосп ім. Кірова був об’єднаний із зарубинецьким колгоспом ім.Молотова і був названий ім. Молотова.

## Населення

### Мова
Розподіл населення за рідною мовою за даними перепису 2001 року:
| Мова       | Кількість | Відсоток |
| ---------- | --------- | -------- |
| українська | 93        | 100%     |